# بيتر بارون
بيتر بارون (بالإنجليزية: Peter Barron)‏ هو صحفي بريطاني، ولد في 1962 في بلفاست في المملكة المتحدة.